# Không lối thoát (phim 2015)
Không lối thoát (tựa tiếng Anh: No Escape) là một bộ phim hành động giật gân của Mỹ do John Erick Dowdle đạo diễn và đồng viết kịch bản với em trai Drew Dowdle. Phim có sự tham gia của Owen Wilson, Lake Bell và Pierce Brosnan, kể về một kỹ sư người nước ngoài bị mắc kẹt cùng gia đình ở một đất nước Đông Nam Á trong một cuộc nổi dậy dữ dội. Phim công chiếu tại Hoa Kỳ vào ngày 26 tháng 8 năm 2015 và khởi chiếu ở Việt Nam vào ngày 9 tháng 10 năm 2015.

## Nội dung
Jack Dwyer là một kỹ sư ngành nước người Mỹ, anh đưa vợ con đến một quốc gia Đông Nam Á (không được gọi tên cụ thể nhưng nước này giáp biên giới Việt Nam) để sinh sống và làm việc. Tại đây anh kết bạn với người đàn ông người Anh Hammond và tài xế taxi Kenny Rogers. Lúc ở khách sạn, Jack mới biết được đường dây điện thoại và mạng internet trong thành phố đều đã bị cắt.
Buổi sáng hôm đó, Jack đi ra ngoài mua báo, tình cờ chứng kiến nhóm phiến quân đang giao chiến với lực lượng cảnh sát. Quân phiến loạn đánh bại cảnh sát rồi tràn ra khắp thành phố, giết người vô tội, truy sát người ngoại quốc. Jack chạy về khách sạn, anh đưa vợ con lên sân thượng để trốn cùng với nhiều người khác.
Jack đã biết được nguyên nhân của cuộc nổi dậy là do quân phiến loạn không muốn người ngoại quốc kiểm soát các công ty nước sạch, từ đó kiểm soát chính quyền nước họ bằng các khoản nợ. Khi quân phiến loạn đánh lên sân thượng, gia đình Jack liều lĩnh nhảy qua sân thượng tòa nhà bên cạnh, trốn trong đó chờ đến tối mới đi ra ngoài. Cả thành phố bây giờ đã nằm trong tay quân phiến loạn. Gia đình Jack trốn ra ngoài và lấy một chiếc xe máy chạy đến đại sứ quán Mỹ, nhưng nơi đó cũng đã bị phiến quân đặt bom phá hủy. Họ bị một nhóm phiến loạn bắt được, và tên thủ lĩnh định cưỡng hiếp Annie, vợ của Jack, nhưng Hammond và Kenny đã đến giải cứu gia đình họ kịp thời, rồi họ cùng tới sân thượng của một nhà thổ để trú ẩn.
Hammond khuyên Jack hãy tìm một chiếc thuyền để vượt biên đến Việt Nam, vì nơi đó yên bình và không có quân phiến loạn. Đêm đó họ lại bị quân phiến loạn tấn công và tiếp tục bỏ chạy, Hammond và Kenny đều chết. Gia đình Jack ra đến bờ sông thì bị nhóm phiến quân bắt được. Annie giết được tên thủ lĩnh, lợi dụng lúc đó Jack lấy khẩu súng bắn chết hai tên thuộc hạ. Sau đó, gia đình Jack lên thuyền chèo đến biên giới Việt Nam. Trong khi gia đình Jack chèo thuyền trên sông thì ở trên bờ, xe tải chở quân phiến loạn đang đuổi theo họ. Khi gia đình Jack vượt qua biên giới hai nước, họ được Bộ đội Biên phòng Việt Nam bảo vệ, nhóm phiến loạn đành phải rút về vì nếu chúng cố bắn gia đình Jack thì sẽ bị coi như khiêu khích gây chiến tranh. Cảnh cuối phim là gia đình Jack nằm trong một bệnh viện, hai vợ chồng tâm sự với hai cô con gái.

## Diễn viên
- Owen Wilson vai Jack Dwyer
- Lake Bell vai Annie Dwyer
- Sterling Jerins vai Lucy Dwyer
- Claire Geare vai Briegel Dwyer
- Pierce Brosnan vai Hammond
- Sahajak Boonthanakit vai Kenny Rogers